# Joseph Guého
Marie Ettiene Louis Joseph Guého (* 1937; † 6. Dezember 2008) war ein französischer Botaniker aus Mauritius  sowie einer der Herausgeber der Reihe Flore des Mascareignes. Sein botanisches Autorenkürzel lautet „J.Gueho“.

## Leben
Guého arbeitete ab 1962 am Mauritius Herbarium, das 1960 gegründet wurde. Er begann als wissenschaftlicher Assistent von Reginald Edward Vaughan, der auch sein Mentor war. Obwohl er keine formale botanische Universitätsausbildung besaß, wurden ihm 1991 in Anerkennung des hohen Niveaus seiner botanischen Arbeit die akademische Grade eines Bachelors (C.Biol) und eines Magisters (M.I.Biol) der Biologie verliehen. Von 1983 bis zu seiner Pensionierung im Jahr 1996 war Guého Kurator des Mauritius Herbariums. Von den 1970er Jahren bis zu seinem Tod war er einer der leitenden Redakteure der zahlreichen Bände der Reihe Flore des Mascareignes (ein gemeinsames Projekt mit den Royal Botanic Gardens, Kew und dem Muséum national d’histoire naturelle in Paris). Guého organisierte Leihgaben, führte umfangreiche Feldstudien durch (er war nach Vaughan der zweitproduktivste Sammler), steuerte botanische Zeichnungen bei und beschrieb zahlreiche Arten. Auch nach seiner Pensionierung setzte er das Schreiben und Korrekturlesen verschiedener Bände der Flore des Mascareignes fort, wobei sein letzter Beitrag im Jahr 2008 erschien. Seine botanischen Sammlungen beschränkten sich im Wesentlichen auf die Maskarenen (Mauritius, Réunion und Rodrigues), obwohl er auch einige kleine, weit entfernte Inseln wie Agalega und Saint Brandon erforschte. Zusammen mit James Alexander Scott beschrieb er 1980 eine neue Gattung für Mauritius, Monimiastrum aus der Familie der Myrtengewächse, die 2008 mit der Gattung Eugenia synonymisiert wurde. Guéhos Bibliographie umfasst etwa 50 Publikationen, darunter ein Buch über die Vegetation von Mauritius (La Végétation de l'Ile Maurice), eines über mauritische Moose (mit Pierre Tixier), mehrere über Heilpflanzen (mit Ameenah Gurib-Fakim) und ein enzyklopädisches Werk mit Guy Rouillard über Pflanzen und ihre Geschichte auf Mauritius (Les Plantes et Leur Histoire a ’Ile Maurice). Guého war viele Jahre lang Mitglied in mehreren nationalen Ausschüssen, die sich mit der einheimischen Artenvielfalt und ihrer Erhaltung befassen. Er entdeckte mehrere endemische Pflanzen wieder, die bis dahin als ausgestorben galten. Dazu gehört Trochetia boutoniana (heute Ruizia boutoniana), eine Art, die über 100 Jahre nicht mehr nachgewiesen und die später zur Nationalblume von Mauritius gewählt wurde, als das Land 1992 den Status einer Republik erhielt. Eine weitere wichtige Wiederentdeckung, die Guého gemeinsam mit Luciano Bernardi gelang, war die der endemischen Malvenart Hibiscus genevii im Jahr 1968, was unmittelbar zur Einrichtung des ersten privaten Naturschutzgebietes auf Mauritius führte.

## Dedikationsnamen
Nahe Gueho sind die Arten Cynanchum guehoi, Leucoloma guehoi und Syzygium guehoi benannt.